# Alec Olney
Henry Alexander „Alec“ Olney (* 4. Januar 1922 im Metropolitan Borough of Hampstead; † 25. April 2017 im London Borough of Harrow) war ein britischer Langstreckenläufer.
Über 5000 m schied er bei den Olympischen Spielen 1948 in London im Vorlauf aus und wurde Achter bei den Leichtathletik-Europameisterschaften 1950 in Brüssel.
Dreimal wurde er englischer Vizemeister über drei Meilen: 1947 hinter dem Niederländer Jef Lataster, 1948 hinter dem Niederländer Willem Slijkhuis und 1950 mit seiner persönlichen Bestzeit von 14:11,2 min hinter dem Belgier Lucien Theys.